# Arab Bank (Switzerland)
Arab Bank (Switzerland) Ltd. ((البنك العربي(سويسرا) est une banque suisse fondée en 1962. La banque est spécialisée dans le Wealth Management, le Real Estate et les Digital Assets mais aussi le Commodity Trade Finance and Treasury services.  
Le groupe a ouvert son premier siège international en 1961, l'Arab Bank (Switzerland) Ltd., devenant la première institution financière arabe à s'installer en Suisse. Une première agence a été ouverte en 1962 à Zurich, puis une deuxième à Genève en 1964 où le siège y est déplacé en 2015.
En tant que membre du Groupe Arab Bank et en tant que société sœur indépendante de l'Arab Bank plc, Arab Bank (Switzerland) peut s'appuyer sur un vaste réseau de succursales du Groupe Arabe Bank dans le monde arabe et dans les principaux centres financiers du monde,.
Arab Bank (Switzerland) est l'une des premières banques en suisse à proposer des services d'actifs numériques(2019).